# ميليسا ماثيسون
ميليسا ماثيسون (بالإنجليزية: Melissa Mathison)‏ (و. 1950 – 2015 م) هي كاتبة سيناريو، ومخرج منفذ أمريكية، ولدت في لوس أنجلوس، توفيت في لوس أنجلوس، عن عمر يناهز 65 عاماً، بسبب سرطان.

## التعليم
تعلمت في جامعة كاليفورنيا، بركلي.

## جوائز وترشيحات
حصلت على جوائز منها:
جوائز
- جائزة نور الحقيقة [الإنجليزية]‏ (1998)

ترشيحات
- جائزة الأوسكار لأفضل كتابة، عن عمل: إي تي

ترشحت لـ:
- جائزة الأوسكار لأفضل كتابة "سيناريو أصلي"، عن عمل: إي تي.

## وصلات خارجية
- ميليسا ماثيسون على موقع IMDb (الإنجليزية)
- ميليسا ماثيسون على موقع ألو سيني (الفرنسية)
- ميليسا ماثيسون على موقع أول موفي (الإنجليزية)
- ميليسا ماثيسون على موقع قاعدة بيانات الأفلام السويدية (السويدية)
- ميليسا ماثيسون على موقع قاعدة بيانات الفيلم (الإنجليزية)
- ميليسا ماثيسون على موقع كينوبويسك (الروسية)